# Lituania al Junior Eurovision Song Contest
La Lituania ha partecipato 4 volte sin dal suo debutto nel 2007. La rete che ha curato le varie partecipazioni è l'LRT. Si ritirano due volte nel 2009 problemi finanziari e nel 2012 poiché la televisione pubblica aveva stanziato i suoi fondi per l'acquisizione dei diritti per poter trasmettere Euro 2012 e le olimpiadi.

## Partecipazioni
- Primo posto
- Secondo posto
- Terzo posto
- Ultimo posto

| Anno                                    | Artista          | Canzone              | Lingua  | Posizione | Posizione |
| Anno                                    | Artista          | Canzone              | Lingua  | Finale    | Punti     |
| --------------------------------------- | ---------------- | -------------------- | ------- | --------- | --------- |
| 2007                                    | Lina Joy         | Kai miestas snaudžia | Lituano | 13º       | 33        |
| 2008                                    | Eglė Jurgaitytė  | Laiminga diena       | Lituano | 3º        | 103       |
| Nessuna partecipazione nel 2009         |                  |                      |         |           |           |
| 2010                                    | Bartas           | Oki Doki             | Lituano | 6º        | 67        |
| 2011                                    | Paulina Skrabytė | Debesys              | Lituano | 10º       | 53        |
| Nessuna partecipazione dal 2012 al 2025 |                  |                      |         |           |           |

## Storia delle votazioni
Al 2011, le votazioni della Lituania sono state le seguenti: 
Punti dati
| Posizione | Stato       | Punti |
| --------- | ----------- | ----- |
| 1         | Georgia     | 46    |
| 2         | Russia      | 32    |
| 3         | Bielorussia | 27    |
| 4         | Ucraina     | 18    |
| 5         | Svezia      | 16    |

Punti ricevuti
| Posizione | Stato              | Punti |
| --------- | ------------------ | ----- |
| 1         | Georgia            | 40    |
| 2         | Macedonia del Nord | 24    |
| 3         | Serbia             | 19    |
| 4         | Bielorussia        | 17    |
| 5         | Russia             | 15    |